# Yên Lạc (huyện)
Yên Lạc là một huyện nằm ở phía nam tỉnh Vĩnh Phúc, Việt Nam.
Đây là một vùng đất cổ, có di tích khảo cổ học Đồng Đậu và là nơi tướng quân Nguyễn Khoan chọn để lập nghiệp, mở mang lãnh thổ, trở thành một vị thủ lĩnh mạnh thời 12 sứ quân thế kỷ X.

## Vị trí địa lý
Huyện Yên Lạc nằm ở phía nam của tỉnh Vĩnh Phúc, có vị trí địa lý:
- Phía đông giáp huyện Bình Xuyên và huyện Mê Linh, thành phố Hà Nội
- Phía tây giáp huyện Vĩnh Tường
- Phía nam giáp huyện Phúc Thọ, thành phố Hà Nội
- Phía bắc giáp thành phố Vĩnh Yên và huyện Tam Dương.

Theo thống kê năm 2019, huyện có diện tích 107,65 km², dân số là 156.456 người, mật độ dân số đạt 1.453 người/km². Dân số phân theo thành thị là 14.986 người, dân số phân theo nông thôn là 141.470 người.
Nằm trên ranh giới của Yên Lạc với Mê Linh có con sông Cà Lồ, nối sông Hồng với sông Cầu.
Vùng đất Yên Lạc từ xưa đã là nơi thuận lợi cho việc phát triển kinh tế nông nghiệp. Thế kỷ X, tướng Nguyễn Khoan đã cát cứ ở đây để mở rộng địa bàn và trở thành thế lực thôn Nguyễn hùng mạnh, phát triển thành một trong 12 sứ quân trên lãnh thổ Tĩnh Hải quân bấy giờ. Ngày nay cụm di tích Đền Gia Loan - chùa Biện Sơn - Đồng Đậu ở thị trấn Yên Lạc trở thành biểu tượng văn hóa và là điểm đến hấp dẫn của huyện Yên Lạc.

## Lịch sử
Thời kháng chiến chống Pháp, Yên Lạc là vùng địch tạm chiếm, tiếp giáp với vùng tự do, nằm trên con đường huyết mạch tiếp tế sức người, sức của cho tiền tuyến. Trong thời kỳ xây dựng đất nước, huyện là vùng trọng điểm lúa của tỉnh. Hoàn toàn không phải ngẫu nhiên mà khi thành lập đạo Vĩnh Yên (năm 1890), tỉnh Vĩnh Yên (năm 1899), thì chữ cái đầu của trong tên huyện Yên Lạc, Vĩnh Tường được ghép trong tên của tỉnh (Vĩnh Tường và Yên Lạc thành tỉnh Vĩnh Yên).
Huyện Yên Lạc nằm ở một vùng đất cổ, gắn liền với quá trình hình thành và phát triển của dân tộc Việt Nam. Những phát hiện của ngành khảo cổ qua 7 lần khai quật ở di chỉ Đồng Đậu thuộc xã Minh Tân (nay là thị trấn Yên Lạc) đã chứng minh, từ buổi bình minh của lịch sử dân tộc, ở Yên Lạc đã có con người sinh sống. Đồng Đậu là một di tích khảo cổ rộng lớn, có tầng văn hóa dày vào bậc nhất nước ta (trên 3m), với số lượng hiện vật vô cùng phong phú, đa dạng về loại hình và chất liệu. Từ đồ đá, đồ gốm, đồ xương đến đồ đồng – mũi tên, mũi lao, lưỡi câu, rìu, dũa, khuôn đúc rìu, khuôn đúc mũi tên, mảnh nồi nấu đồng, hạt gạo bị cháy, nhiều xương răng, sừng hươu, nai, lợn rừng, trâu bò, răng cá, hài cốt ở hai ngôi mộ,... Những hiện vật ở Đồng Đậu thể hiện đầy đủ 4 giai đoạn phát triển văn hóa (Phùng Nguyên, Đồng Đậu, Gò Mun, Đông Sơn), liên tục từ thấp đến cao, cách ngày nay 3.500 năm, chứng tỏ cư dân Đồng Đậu không những sinh sống bằng nghề săn bắn, đánh cá mà còn sinh sống bằng nông nghiệp, trồng lúa nước, đã nắm vững kỹ thuật luyện đúc đồng và thực hiện ngay tại Đồng Đậu. Những hiện vật tìm thấy ở Đồng Đậu góp phần khẳng định: Trong tiến trình lịch sử của dân tộc, người Việt cổ từ du canh du cư, dừng lại Đồng Đậu – Yên Lạc, trồng lúa nước và ngày càng tập trung vào nông nghiệp, trải qua hàng ngàn năm, góp phần xây dựng nên nền văn minh sông Hồng rực rỡ.
Ở một vùng đất cổ, có nhiều điều kiện để trồng trọt, phát triển nông nghiệp, con người đã tụ hội sinh sống ở đây từ lâu đời. Vì thế, huyện Yên Lạc hình thành khá sớm. Theo Dư địa chí của Nguyễn Trãi (thế kỷ XV), Đại Việt địa dư toàn biên của Phương Đình Nguyễn Văn Siêu (thế kỷ XIX), Đại Nam nhất thống chí do Quốc sử quán triều Nguyễn biên soạn... thì tên huyện Yên Lạc đã có từ thời Đinh (thế kỷ X), những năm mở đầu thời kỳ độc lập lâu dài của dân tộc. Từ đó đến nay, trải qua hơn 1000 năm với bao đổi thay về chính trị, hành chính, kinh tế - xã hội, huyện Yên Lạc vẫn liên tục tồn tại và không ngừng phát triển. Huyện Yên Lạc thuộc đạo (thời nhà Đinh), lộ (thời Lý, Trần), phủ (thời Lê) Tam Đới (Tam Đái), châu (xứ, trấn, thừa tuyên) Sơn Tây. Đến thời Minh Mạng nhà Nguyễn, các đơn vị hành chính ở nước ta được chia thành tỉnh. Sơn Tây là một tỉnh, có 5 phủ, 24 huyện. Phủ Tam Đới được đổi là phủ Tam Đa, trong đó có huyện Yên Lạc. Năm Minh Mạng thứ 13, huyện Yên Lạc được nâng lên thành phân phủ Yên Lạc, có 15 tổng, 107 xã, thôn, phường. Lỵ sở của huyện ở xã Vĩnh Mỗ (nay là thị trấn Yên Lạc).
Dưới thời phong kiến, Yên Lạc là một huyện lớn, người đông, sản vật phong phú, khá nổi tiếng. Sách Tứ trấn ký viết: Phủ thì nhất Tam Đới, nhì Khoái Châu. Huyện thì Nam Châu, Bắc Dũng, Đông Kỳ, Tây Lạc (đó là huyện Châu Ninh thuộc Nam Định, Yên Dũng thuộc Kinh Bắc, Tứ Kỳ thuộc Hải Dương và Yên Lạc thuộc Sơn Tây), đều là những vùng đất phì nhiêu.
Năm 1890, Toàn quyền Đông Dương thành lập Đạo Vĩnh Yên, gồm phủ Vĩnh Tường và các huyện Yên Lạc, Bạch Hạc, Lập Thạch, Tam Dương, Yên Lãng (tách từ tỉnh Sơn Tây) và huyện Bình Xuyên (tách từ tỉnh Thái Nguyên). Năm 1891, Toàn quyền Đông Dương bỏ đạo Vĩnh Yên, chuyển toàn bộ các huyện, trong đó có Yên Lạc, về tỉnh Sơn Tây.
Đến năm 1899, Toàn quyền Đông Dương lập tỉnh Vĩnh Yên. Yên Lạc là một huyện của tỉnh Vĩnh Yên.
Sau Cách mạng tháng Tám (1945), đơn vị hành chính tỉnh Vĩnh Yên, huyện Yên Lạc không thay đổi.
Ngày 12 tháng 2 năm 1950, trước yêu cầu mới của nhiệm vụ cách mạng, Thủ tướng Chính phủ nước Việt Nam dân chủ cộng hòa ra Nghị định hợp nhất tỉnh Vĩnh Yên và tỉnh Phúc Yên thành tỉnh Vĩnh Phúc. Yên Lạc là một huyện của tỉnh Vĩnh Phúc.
Tháng 2 năm 1968, thực hiện Quyết định của Quốc hội nước Việt Nam dân chủ cộng hòa, hai tỉnh Vĩnh Phúc, Phú Thọ hợp nhất thành tỉnh Vĩnh Phú. Yên Lạc là một huyện của tỉnh Vĩnh Phú.
Ngày 5 tháng 7 năm 1977, huyện Yên Lạc hợp nhất với huyện Vĩnh Tường thành huyện Vĩnh Lạc.
Ngày 7 tháng 10 năm 1995, Chính phủ nước Cộng hòa xã hội chủ nghĩa Việt Nam ra Nghị định số 63/CP chia Vĩnh Lạc thành hai huyện như trước đây: Yên Lạc và Vĩnh Tường. Khi tái lập, huyện Yên Lạc có diện tích tự nhiên là 107,6 km², dân số là 140.680 người, có 17 xã: Bình Định, Đại Tự, Đồng Cương, Đồng Văn, Hồng Châu, Hồng Phương, Liên Châu, Minh Tân, Nguyệt Đức, Tam Hồng, Tề Lỗ, Trung Hà, Trung Kiên, Trung Nguyên, Văn Tiến, Yên Đồng và Yên Phương.
Sau gần 29 năm hợp nhất với Phú Thọ, ngày 1 tháng 1 năm 1997, tỉnh Vĩnh Phúc được lập lại theo Nghị quyết của Quốc hội nước Cộng hòa xã hội chủ nghĩa Việt Nam, khóa IX, kỳ họp thứ 10, tháng 11 năm 1996. Từ đó Yên Lạc lại là một huyện của tỉnh Vĩnh Phúc.
Ngày 28 tháng 5 năm 1997, Chính phủ ban hành Nghị định 53-CP năm 1997 về việc thành lập thị trấn Yên Lạc trên cơ sở giải thể xã Minh Tân.
Ngày 10 tháng 4 năm 2023, Ủy ban Thường vụ Quốc hội ban hành Nghị quyết số 730/NQ-UBTVQH15. Theo đó, chuyển xã Tam Hồng thành thị trấn Tam Hồng thuộc huyện Yên Lạc.
Ngày 1 tháng 7 năm 2025, sau khi hoàn thành sắp xếp đơn vị hành chính cấp xã, huyện Yên Lạc chính thức bị giải thể để thực hiện chính quyền địa phuơng 2 cấp, không tổ chức cấp huyện.

## Hành chính
Huyện Yên Lạc có 16 đơn vị hành chính cấp xã trực thuộc, bao gồm 2 thị trấn: Yên Lạc (huyện lỵ), Tam Hồng và 14 xã: Bình Định, Đại Tự, Đồng Cương, Đồng Văn, Hồng Châu, Liên Châu, Nguyệt Đức, Tề Lỗ, Trung Hà, Trung Kiên, Trung Nguyên, Văn Tiến, Yên Đồng, Yên Phương.

## Di tích
- Khu di tích Đồng Đậu: là khu vực di chỉ khảo cổ học có giá trị, nằm liền kề với đền Gia Loan và chùa Biện Sơn thờ sứ quân Nguyễn Khoan.
- Đền Gia Loan và các di tích thờ sứ quân Nguyễn Khoan, một tướng trong thời loạn 12 sứ quân.
- Đền Thính (hay còn gọi đền Bắc Cung) là một trong hệ thống Tứ cung nổi tiếng của xứ Đoài, thuộc làng Thư Xá, xã Tam Hồng, huyện Yên Lạc, tỉnh Vĩnh Phúc.

## Người nổi tiếng
- Kim Ngọc, nguyên Bí thư Tỉnh ủy Vĩnh Phúc và sau là Bí thư Tỉnh ủy đầu tiên của tỉnh Vĩnh Phú.
- Trần Việt Khoa trung tướng, giám đốc Học viện Quốc phòng
- Phạm Văn Vọng nguyên bí thư tỉnh uỷ Vĩnh Phúc
- Ngô Văn Dụ; Ủy viên Bộ Chính trị - Chủ nhiệm Ủy ban Kiểm tra TW
- Nghiêm Xuân Thành, UVTW Đảng Bí thư tỉnh Hậu Giang.

## Làng nghề
Huyện Yên Lạc có nhiều làng nghề và làng có nghề. Nghề mộc tập trung ở thị trấn Yên Lạc, Yên Phương. Nghề thu gom phế liệu và tái chế nhựa ở các xã Tề Lỗ, Trung Nguyên, Đồng Văn, Yên Đồng. Nghề trồng dâu nuôi tằm ở các xã ven sông Hồng nhưng đến nay hầu như đã mai một. Các làng nghề, nghề phụ, nghề mới của huyện Yên Lạc (vùng đất trăm nghề) của tỉnh Vĩnh Phúc:
- Làng nghề mổ xẻ cơ giới Tề Lỗ
- Làng nghề tơ, nhựa Tảo Phú (Tam Hồng)
- Nghề mộc thôn Lũng Hạ (Yên Phương)
- Trồng chuối ở Liên Châu
- Nghề buôn tóc, phế liệu Thiệu Tổ (Trung Nguyên)
- Làng nghề mộc thôn Đông (thị trấn Yên Lạc)
- Có nghề làm bánh mì xóm Mới (Yên Đồng)
- Làng nghề mộc Phương Trù (Yên Phương)
- Làng thu gom phế liệu Đồng Lạc (Đồng Văn)
- Thu gom phế liệu Lạc Trung (Trung Nguyên)
- Chăn, ga, gối, đệm thôn Gia (Yên Đồng)
- Nghề thu gom phế liệu thôn Lỗ Quynh (Trung Nguyên)
- Làng nghề mộc thôn Tiên (thị trấn Yên Lạc)
- Làng nghề mộc thôn Đoài (thị trấn Yên Lạc)
- Tái chế nhựa Đông Mẫu (Yên Đồng)
- Thu gom phế liệu thôn Yên Lạc (Đồng Văn)
- Nghề thu gom phế liệu Xuân Chiếm (Trung Nguyên)
- Nghề mộc một số ít ở các thôn phía Bắc huyện
- Làng nghề mộc thôn Trung (thị trấn Yên Lạc).